# Ley antitabaco
Una ley antitabaco es el conjunto de unas normas legales de un país que pretenden limitar o prohibir el consumo de tabaco en lugares públicos. También se refiere por extensión a la limitación de la publicidad de las marcas de cigarrillos en algunos eventos o circunstancias.

## Leyes

Pictograma que a menudo se utiliza cuando la prohibición de fumar está en orden.

Actualmente en diversos países existen leyes antitabaco:
- Ley antitabaco en Uruguay, la Ley 18.256 vigente desde el 1 de marzo de 2006.[1]
- Ley antitabaco de Francia, vigente desde el 1 de febrero de 2007.[2]
- Ley antitabaco de Inglaterra, vigente desde el 1 de julio de 2007.[3]
- Ley antitabaco de Guatemala, vigente desde el 1 de febrero de 2008.
- Ley antitabaco de Panamá, aprobada el 3 de marzo de 2008.
- Ley antitabaco del Perú, vigente desde el 5 de abril de 2006.
- Ley antitabaco de Colombia, vigente desde noviembre de 2008.[4]
- Ley antitabaco de México, vigente desde julio del 2009.[5][6]
- Ley antitabaco de España, vigente desde el 2 de enero de 2006.
- Ley antitabaco de Argentina, la Ley 26687 vigente desde el 13 de junio de 2011.[7][8]
- Ley antitabaco de Venezuela, vigente desde el 2 de marzo de 2011
- Ley antitabaco de Ecuador, aprobada el 14 de junio de 2011.
- Ley antitabaco de Brasil, aprobada el 15 de diciembre de 2011.
- Ley antitabaco de Costa Rica, aprobada el 27 de febrero de 2012.
- Ley antitabaco de Chile, aprobada el 1 de febrero de 2013.
- Ley antitabaco de Rusia, aprobada el 1 de julio de 2014.

## Salud
Los efectos nocivos del tabaco sobre la salud son, hoy en día, incuestionables. Desde el punto de vista de la salud todas las medidas destinadas a disminuir este impacto son, por tanto, deseables. Según su objetivo, pueden agruparse en:
- Medidas para disminuir el consumo de tabaco.
- Medidas para disminuir la exposición pasiva al humo del tabaco, principalmente de niños, adolescentes y mujeres gestantes.
- Medidas legislativas de apoyo de las anteriores.

Algunos estudios muestran que evitar la exposición al humo de tabaco y las medidas legislativas destinadas a disminuir la exposición pasiva están relacionadas con mejoras comprobables de variables de salud como son los ingresos hospitalarios por asma en la población infantil.
| Restricciones desconocidas o sin datos. Restricciones parciales o cumplimiento de la ley irregular. No hay legislación nacional libre de humo: algunas localidades tienen restricciones locales. Legislación nacional libre de humo para áreas públicas excepto entretenimiento y restaurantes. Legislación nacional libre de humo para áreas públicas, excepto entretenimiento y restaurantes: algunas localidades tienen restricciones locales. Legislación nacional libre de humo que cubre todas las áreas interiores públicas. |